# Francesco Vincenti
Francesco Vincenti (Livorno, 17 dicembre 1737 – Pescia, tra il 2 e il 30 novembre 1803) è stato un vescovo cattolico italiano, 4º vescovo della diocesi di Pescia.

## Biografia
Nacque a Livorno da una famiglia benestante, ma non aristocratica. Entrò giovanissimo in seminario a Pisa e, ordinato sacerdote, fu parroco in diverse comunità del litorale livornese. Fu canonico della primaziale di Pisa. Fu tra i promotori della creazione di una nuova diocesi, con sede a Livorno, ma non poté concludere il progetto, a causa della nomina a vescovo di Pescia. Giunto in diocesi, si trovò subito a fronteggiare la spinta d'urto delle tesi di Scipione de' Ricci, vescovo della confinante Pistoia, che avevano trovato seguito in alcune parrocchie nella zona orientale di quella pesciatina. Durante il suo episcopato, furono istituite numerose parrocchie sul territorio diocesano, in modo da venire incontro alle esigenze spirituali delle borgate più periferiche. Si diede da fare per completare il nuovo seminario vescovile, ma l'edificio fu rilevato dal granduca Pietro Leopoldo, che lo destinò a sede dell'ospedale dei SS. Cosma e Damiano. Nel 1784 istituì il seminario diocesano presso l'ex convento dei Padri Minimi in Castello, in modo da favorire la formazione del clero all'interno della diocesi e non più rivolgendosi alle diocesi vicine. Morì nel 1803, soltanto tre anni dopo fu eretta la diocesi di Livorno, per cui aveva continuato a darsi da fare per tutta la vita.

## Genealogia episcopale
La genealogia episcopale è:
- Cardinale Scipione Rebiba
- Cardinale Giulio Antonio Santori
- Cardinale Girolamo Bernerio, O.P.
- Arcivescovo Galeazzo Sanvitale
- Cardinale Ludovico Ludovisi
- Cardinale Luigi Caetani
- Cardinale Ulderico Carpegna
- Cardinale Paluzzo Paluzzi Altieri degli Albertoni
- Papa Benedetto XIII
- Papa Benedetto XIV
- Papa Clemente XIII
- Cardinale Francesco Saverio de Zelada
- Vescovo Francesco Vincenti